# ويلي شنايدر
ويلي شنايدر (بالألمانية: Willy Schneider) (و. 1963 – م) هو عالم اقتصاد، ومؤلِّف، وأستاذ جامعي، وكاتب، من ألمانيا، ولد في أوفنبورغ.